# Tasdorf
Tasdorf er en by og kommune i det nordlige Tyskland, beliggende i Amt Bokhorst-Wankendorf i den sydvestlige del af Kreis Plön. Kreis Plön ligger i den østlige/centrale del af delstaten Slesvig-Holsten.

## Geografi
Tasdorf er beliggende ved den nordøstlige udkant af Neumünster. Syd for Tasdorf går den nedlagte jernbane Neumünster–Ascheberg. Gennem kommunen løber Dosenbek, der løber ud i Schwale i Neumünster.